# كيندريكتاون (ميزوري)
كيندريكتاون (بالإنجليزية: Kendricktown)‏ هي إحدى المجتمعات الفردية (غير مصنفة) في ولاية ميزوري في الولايات المتحدة الأمريكية.